# 통영시의 시내버스
통영시의 시내버스는 경상남도 통영시를 중심으로 운행하는 버스를 이용한 대중교통 수단으로, 운수업체로는 신흥여객과 통영교통이 있다.

## 운임
2013년 1월 기준. 카드 사용시 하차후 60분 이내 무료환승 가능.
| 종류      | 나이                    | 현금 (원) | 카드 (원) |
| --------- | ----------------------- | --------- | --------- |
| 시내      | 어른 (만 19세 이상)     | 1,200     | 1,100     |
| 시내      | 청소년 (만 13세 ~ 18세) | 900       | 800       |
| 시내      | 어린이 (만 7세 ~ 12세)  | 650       | 600       |
| 거제 성포 | 어른 (만 19세 이상)     | 1,850     | 1,750     |
| 거제 성포 | 청소년 (만 13세 ~ 18세) | 1,500     | 1,400     |
| 거제 성포 | 어린이 (만 7세 ~ 12세)  | 1,250     | 1,150     |
| 고성 당동 | 어른 (만 19세 이상)     | 1,450     | 1,350     |
| 고성 당동 | 청소년 (만 13세 ~ 18세) | 1,150     | 1,050     |
| 고성 당동 | 어린이 (만 7세 ~ 12세)  | 900       | 850       |

## 운행 노선

### 시내버스
| 노선번호   | 운행업체                   | 운행구간 | 경유지 | 배차간격 또는 출발시간                                                   | 비고 |
| ---------- | -------------------------- | --- | --- | ------------------------------------------------------------------------ | ---- |
| 100        | 부산교통 통영교통          | 거제대교종점 → 도남동 | 거제대교, 용남면사무소, 무전동주민센터,북신시장,중앙시장,서호시장,윤이상기념관,유람선터미널,통영전통공예관                    | 평일 64회 휴일 50회                                                      |      |
| 100        | 부산교통 통영교통          | 도남동종점 → 거제대교 | 통영전통공예관,유람선터미널,서호시장,중앙시장,북신시장, 용남면사무소,거제대교                                                 | 평일 57회 휴일 46회                                                      |      |
| 101        | 부산교통 통영교통          | 도남동종점 → 신우희가로                                                                                                   | 통영전통공예관,유람선터미널,서호시장,중앙시장,북신시장,통영경찰서,통영종합버스터미널                                          | 평일 51회 휴일 47회                                                      |      |
| 101        | 부산교통 통영교통          | 신우희가로 → 도남동 | 통영종합버스터미널,통영경찰서,북신시장,중앙시장,서호시장,윤이상기념관,유람선터미널,통영전통공예관                             | 평일 51회 휴일 50회                                                      |      |
| 102        | 부산교통 통영교통          | 영운리 → 무전종점 | 통영전통공예관,유람선터미널,서호시장,중앙시장,북신시장                                                                        | 1회                                                                      |      |
| 102        | 부산교통 통영교통          | 무전종점 → 영운리 | 무전동주민센터,북신시장,중앙시장,서호시장,윤이상기념관,유람선터미널,통영전통공예관                                            | 1회                                                                      |      |
| 103        | 부산교통 통영교통          | 거제대교종점 → 신봉종점                                                                                                   | 거제대교, 용남면사무소, 무전동주민센터,북신시장,중앙시장,서호시장,윤이상기념관,유람선터미널,통영전통공예관                    | 평일 4회 휴일 3회                                                        |      |
| 103        | 부산교통 통영교통          | 신봉종점 → 거제대교종점                                                                                                   | 통영전통공예관,유람선터미널,서호시장,중앙시장,북신시장, 용남면사무소,거제대교                                                 | 2회                                                                      |      |
| 104        | 부산교통 통영교통 신흥여객 | 시외버스터미널 → 영운리                                                                                                   | 통영종합버스터미널,통영경찰서,북신시장,중앙시장,서호시장,윤이상기념관,유람선터미널,통영전통공예관                             | 평일 10회 휴일 11회                                                      |      |
| 104        | 부산교통 통영교통 신흥여객 | 영운리 → 시외터미널 | 통영전통공예관,유람선터미널,서호시장,중앙시장,북신시장,통영경찰서,통영종합버스터미널                                          | 평일 12회 휴일 11회                                                      |      |
| 105        | 부산교통 통영교통          | 신봉종점 → 시외터미널 | 통영전통공예관,유람선터미널,서호시장,중앙시장,북신시장,통영경찰서,통영종합버스터미널                                          | 평일 5회 휴일 7회                                                        |      |
| 105        | 부산교통 통영교통          | 시외버스터미널 → 신봉종점                                                                                                 | 통영종합버스터미널,통영경찰서,북신시장,중앙시장,서호시장,윤이상기념관,유람선터미널,통영전통공예관                             | 평일 5회 휴일 6회                                                        |      |
| 113        | 부산교통 통영교통          | 거제대교종점 → 도남동 | 거제대교, 용남면사무소,통영시청,중앙시장,서호시장,윤이상기념관,유람선터미널,통영전통공예관                                    | 평일 6회 휴일 4회                                                        |      |
| 113        | 부산교통 통영교통          | 도남동종점 → 거제대교 | 통영전통공예관,유람선터미널,서호시장,중앙시장,통영시청, 용남면사무소,거제대교                                                 | 평일 5회 휴일 4회                                                        |      |
| 121        | 부산교통 통영교통          | 시외버스터미널 → 도남동                                                                                                   | 통영종합버스터미널,통영경찰서,북신시장,중앙시장,서호시장,윤이상기념관,유람선터미널,통영전통공예관                             | 평일 6회 휴일 8회                                                        |      |
| 121        | 부산교통 통영교통          | 도남동종점 → 시외터미널                                                                                                   | 통영전통공예관,유람선터미널,서호시장,중앙시장,북신시장,통영경찰서,통영종합버스터미널                                          | 평일 14회 휴일 12회                                                      |      |
| 128        | 부산교통 통영교통          | 시외버스터미널 → 도남동                                                                                                   | 통영종합버스터미널,통영경찰서,북신시장,중앙시장,서호시장,윤이상기념관,유람선터미널,통영전통공예관                             | 1회 ※ 휴일은 미운행                                                      |      |
| 139        | 신흥여객                   | 영운리 → 황리임중 | 통영전통공예관,유람선터미널,서호시장,중앙시장,북신시장,통영경찰서,통영종합버스터미널                                          | 평일 2회 휴일 3회                                                        |      |
| 139        | 신흥여객                   | 황리임중 → 영운리 | 통영종합버스터미널,통영경찰서,북신시장,중앙시장,서호시장,윤이상기념관,유람선터미널,통영전통공예관                             | 평일 3회 휴일 2회                                                        |      |
| 140        | 부산교통                   | 통영시외버스터미널, 한선아파트, 농업기술센터입구, 새통영병원, 통영터널, 통영대교, 통영중학교.통영고등학교, 도봉새마을금고 | 2회 ※ 휴일은 미운행 |                                                                          |      |
| 141        | 부산교통 통영교통          | 도남동종점 → 신우희가로                                                                                                   | 통영전통공예관,유람선터미널,한려수도조망케이블카,서호시장,중앙시장,북신시장,통영경찰서,통영종합버스터미널                     | 평일 25회 휴일 23회                                                      |      |
| 141        | 부산교통 통영교통          | 신희희가로 → 도남동종점                                                                                                   | 통영종합버스터미널,통영경찰서,북신시장,중앙시장,서호시장,윤이상기념관,한려수도조망케이블카,유람선터미널,통영전통공예관        | 평일 29회 휴일 23회                                                      |      |
| 143        | 부산교통 통영교통          | 거제대교종점 → 도남동 | 거제대교, 용남면사무소, 무전동주민센터,북신시장,중앙시장,서호시장,윤이상기념관,유람선터미널,통영전통공예관                    | 평일 18회 휴일 16회                                                      |      |
| 143        | 부산교통 통영교통          | 도남동종점 → 거제대교 | 통영전통공예관,유람선터미널,서호시장,중앙시장,북신시장, 용남면사무소,거제대교                                                 | 평일 25회 휴일 19회                                                      |      |
| 144        | 부산교통 통영교통          | 도남동종점 → 인평종점 | 통영전통공예관,유람선터미널,해저터널, 경상대학교 해양과학대학                                                                 | 1회 ※ 휴일은 미운행                                                      |      |
| 145        | 부산교통 통영교통          | 우포마을 → 도남동 | 도천동주민센터, 경상대학교 해양과학대학,해저터널,윤이상기념관,유람선터미널,통영전통공예관                                     | 1회 ※ 휴일은 미운행 ※ 이 노선은 좌석형 노선이지만 일반 버스 요금을 받음  |      |
| 181        | 부산교통 통영교통          | 도남동종점 → 시외터미널                                                                                                   | 통영전통공예관,유람선터미널,서호시장,중앙시장,북신시장,통영경찰서,통영종합버스터미널                                          | 1회 ※ 휴일은 미운행                                                      |      |
| 181        | 부산교통 통영교통          | 시외버스터미널 → 도남동                                                                                                   | 통영종합버스터미널,통영경찰서,북신시장,중앙시장,서호시장,윤이상기념관,유람선터미널,통영전통공예관                             | 1회 ※ 휴일은 미운행                                                      |      |
| 184        | 부산교통 통영교통          | 시외버스터미널 → 도남동                                                                                                   | 통영종합버스터미널,통영경찰서,북신시장,중앙시장,서호시장,윤이상기념관,유람선터미널,통영전통공예관                             | 4회 ※ 휴일은 미운행                                                      |      |
| 184        | 부산교통 통영교통          | 도남동종점 → 시외터미널                                                                                                   | 통영전통공예관,유람선터미널,서호시장,중앙시장,북신시장,통영경찰서,통영종합버스터미널                                          | 2회 ※ 휴일은 미운행                                                      |      |
| 185        | 부산교통 통영교통          | 신봉종점 → 시외터미널 | 통영전통공예관,유람선터미널,서호시장,중앙시장,북신시장,통영경찰서,통영종합버스터미널                                          | 1회 ※ 휴일은 미운행                                                      |      |
| 200        | 부산교통 통영교통          | 도산면사무소 → 용화사 | 도산면사무소,통영종합버스터미널,통영경찰서,북신시장,중앙시장,서호시장,윤이상기념관,전혁림미술관                               | 평일 18회 휴일 14회                                                      |      |
| 200        | 부산교통 통영교통          | 용화사 → 도산종점 | 전혁림미술관,서호시장,중앙시장,북신시장,통영경찰서,통영종합버스터미널, 도산면사무소                                           | 평일 17회 휴일 12회                                                      |      |
| 202        | 부산교통 통영교통          | 용화사 → 무전종점 | 통영전통공예관,유람선터미널,서호시장,중앙시장,북신시장, 무전동주민센터                                                        | 평일 30회 휴일 26회                                                      |      |
| 202        | 부산교통 통영교통          | 무전종점 → 용화사 | 북신시장,중앙시장,서호시장,전혁림미술관                                                                                       | 평일 30회 휴일 28회                                                      |      |
| 206        | 부산교통 통영교통          | 내포 → 용화사 | 용남면사무소, 무전동주민센터,북신시장,중앙시장,서호시장,윤이상기념관,전혁림미술관                                             | 8회                                                                      |      |
| 206        | 부산교통 통영교통          | 용화사 → 내포 | 전혁림미술관,서호시장,중앙시장,북신시장, 용남면사무소                                                                         | 9회                                                                      |      |
| 207        | 부산교통 통영교통          | 저산 → 용화사 | 도산면사무소,통영종합버스터미널,통영경찰서,북신시장,중앙시장,서호시장,윤이상기념관,전혁림미술관                               | 1회                                                                      |      |
| 207        | 부산교통 통영교통          | 용화사 → 저산 | 전혁림미술관,서호시장,중앙시장,북신시장,통영경찰서,통영종합버스터미널, 도산면사무소                                           | 1회                                                                      |      |
| 211        | 부산교통 통영교통          | 용화사 → 시외터미널 | 전혁림미술관,서호시장,중앙시장,북신시장,통영경찰서,통영종합버스터미널                                                         | 평일 7회 휴일 6회                                                        |      |
| 211        | 부산교통 통영교통          | 시외버스터미널 → 용화사                                                                                                   | 통영종합버스터미널,통영경찰서,북신시장,중앙시장,서호시장,전혁림미술관                                                         | 9회                                                                      |      |
| 231        | 부산교통 통영교통          | 용화사 → 시외터미널 | 전혁림미술관,서호시장,중앙시장,북신시장,통영경찰서,통영종합버스터미널                                                         | 평일 41회 휴일 46회                                                      |      |
| 231        | 부산교통 통영교통          | 시외버스터미널 → 용화사                                                                                                   | 통영종합버스터미널,통영경찰서,북신시장,중앙시장,서호시장,전혁림미술관                                                         | 평일 42회 휴일 45회                                                      |      |
| 235        | 부산교통 통영교통          | 용화사 → 시외터미널 | 전혁림미술관,서호시장,중앙시장,북신시장,통영경찰서,통영종합버스터미널                                                         | 6회                                                                      |      |
| 235        | 부산교통 통영교통          | 시외버스터미널 → 용화사                                                                                                   | 통영종합버스터미널,통영경찰서,북신시장,중앙시장,서호시장,전혁림미술관                                                         | 5회                                                                      |      |
| 240        | 부산교통 통영교통          | 용화사 → 도산종점 | 전혁림미술관,서호시장,중앙시장,북신시장,통영경찰서,통영종합버스터미널, 도산면사무소                                           | 3회 ※ 시외버스터미널발 도산종점행 노선은 평일 미운행                     |      |
| 243        | 부산교통 통영교통          | 용화사 → 거제대교 | 전혁림미술관,서호시장,중앙시장,북신시장, 용남면사무소,거제대교                                                                | 1회                                                                      |      |
| 244        | 부산교통 통영교통          | 용화사 → 해양대종점 | 전혁림미술관,해저터널, 경상대학교 해양과학대학                                                                                | 1회 ※ 휴일은 미운행                                                      |      |
| 281        | 부산교통 통영교통          | 용화사 → 시외터미널 | 전혁림미술관,서호시장,중앙시장,북신시장,통영경찰서,통영종합버스터미널                                                         | 3회 ※ 휴일은 미운행                                                      |      |
| 281        | 부산교통 통영교통          | 시외버스터미널 → 용화사                                                                                                   | 통영종합버스터미널,통영경찰서,북신시장,중앙시장,서호시장,전혁림미술관                                                         | 6회 ※ 휴일은 미운행                                                      |      |
| 300        | 부산교통 통영교통          | 미수종점 → 노산 | 미수동주민센터,서호시장,중앙시장,북신시장,통영경찰서,통영종합버스터미널                                                       | 평일 25회 휴일 19회                                                      |      |
| 300        | 부산교통 통영교통          | 노산 → 미수종점 | 통영종합버스터미널,통영경찰서,북신시장,중앙시장,서호시장,윤이상기념관, 미수동주민센터                                         | 1회                                                                      |      |
| 301        | 부산교통 통영교통          | 미수종점 → 시외터미널 | 미수동주민센터,서호시장,중앙시장,북신시장,통영경찰서,통영종합버스터미널                                                       | 평일 30회 휴일 33회                                                      |      |
| 301        | 부산교통 통영교통          | 시외버스터미널 → 미수종점                                                                                                 | 통영종합버스터미널,통영경찰서,북신시장,중앙시장,서호시장,윤이상기념관, 미수동주민센터                                         | 평일 68회 휴일 64회                                                      |      |
| 302        | 부산교통 통영교통          | 무전종점 → 미수종점 | 무전동주민센터,북신시장,중앙시장,서호시장,윤이상기념관, 미수동주민센터                                                        | 평일 21회 휴일 18회                                                      |      |
| 302        | 부산교통 통영교통          | 미수종점 → 무전종점 | 미수동주민센터,서호시장,중앙시장,북신시장                                                                                     | 평일 29회 휴일 21회                                                      |      |
| 303        | 부산교통 통영교통          | 미수종점 → 거제대교 | 미수동주민센터,서호시장,중앙시장,북신시장, 용남면사무소,거제대교                                                              | 평일 6회 휴일 5회                                                        |      |
| 303        | 부산교통 통영교통          | 거제대교종점 → 미수종점                                                                                                   | 거제대교, 용남면사무소,북신시장,중앙시장,서호시장,윤이상기념관, 미수동주민센터                                                | 평일 3회 휴일 2회                                                        |      |
| 315        | 부산교통 통영교통          | 미수종점 → 대방포 | 미수동주민센터,서호시장,중앙시장,북신시장, 용남면사무소,거제대교                                                              | 1회                                                                      |      |
| 315        | 부산교통 통영교통          | 대방포 → 미수종점 | 거제대교, 용남면사무소,북신시장,중앙시장,서호시장,윤이상기념관, 미수동주민센터                                                | 1회                                                                      |      |
| 321        | 부산교통 통영교통          | 시외버스터미널 → 미수종점                                                                                                 | 통영종합버스터미널,통영경찰서,북신시장,중앙시장,서호시장,윤이상기념관, 미수동주민센터                                         | 평일 10회 휴일 7회                                                       |      |
| 321        | 부산교통 통영교통          | 미수종점 → 시외터미널 | 미수동주민센터,서호시장,중앙시장,북신시장,통영경찰서,통영종합버스터미널                                                       | 평일 3회 휴일 2회                                                        |      |
| 335 (평일) | 부산교통 통영교통          | 미수종점 → 노산 | 미수동주민센터,서호시장,중앙시장,북신시장,통영경찰서,통영종합버스터미널                                                       | 1회                                                                      |      |
| 335 (평일) | 부산교통 통영교통          | 노산 → 미수종점 | 통영종합버스터미널,통영경찰서,북신시장,중앙시장,서호시장,윤이상기념관, 미수동주민센터                                         | 2회                                                                      |      |
| 341        | 부산교통 통영교통          | 휴먼시아종점 → 시외터미널                                                                                                 | 미수동주민센터,서호시장,중앙시장,북신시장,통영경찰서,통영종합버스터미널                                                       | 평일 1회 휴일 2회                                                        |      |
| 341        | 부산교통 통영교통          | 시외버스터미널 → 휴먼시아종점                                                                                             | 통영종합버스터미널,통영경찰서,북신시장,중앙시장,서호시장,윤이상기념관, 미수동주민센터                                         | 4회                                                                      |      |
| 342        | 부산교통 통영교통          | 휴먼시아종점 → 무전종점                                                                                                   | 미수동주민센터,서호시장,중앙시장,북신시장                                                                                     | 1회                                                                      |      |
| 342        | 부산교통 통영교통          | 무전종점 → 휴먼시아종점                                                                                                   | 무전동주민센터,북신시장,중앙시장,서호시장,윤이상기념관, 미수동주민센터                                                        | 평일 4회 휴일 3회                                                        |      |
| 344        | 부산교통 통영교통          | 미수종점 → 해양대종점 | 미수동주민센터,해저터널, 경상대학교 해양과학대학                                                                              | 1회 ※ 휴일은 미운행                                                      |      |
| 347        | 부산교통 통영교통          | 미수종점 → 연기 | 미수동주민센터,서호시장,중앙시장,북신시장, 용남면사무소                                                                       | 3회 ※ 해간도발 미수종점행 노선은 평일 미운행                             |      |
| 347        | 부산교통 통영교통          | 연기 → 미수종점 | 용남면사무소,북신시장,중앙시장,서호시장,윤이상기념관, 미수동주민센터                                                          | 4회 ※ 시외버스터미널발 연기행 노선은 평일 미운행                         |      |
| 348        | 부산교통 통영교통          | 미수종점 → 해간도 | 미수동주민센터,서호시장,중앙시장,북신시장, 용남면사무소                                                                       | 6회                                                                      |      |
| 348        | 부산교통 통영교통          | 해간도 → 미수종점 | 용남면사무소,북신시장,중앙시장,서호시장,윤이상기념관, 미수동주민센터                                                          | 6회                                                                      |      |
| 354        | 부산교통 통영교통          | 미수종점 → 구집 | 미수동주민센터,서호시장,중앙시장,북신시장,통영경찰서,통영종합버스터미널                                                       | 13회 ※시외버스터미널발 구집행 노선은 평일 미운행                         |      |
| 381        | 부산교통 통영교통          | 시외버스터미널 → 미수종점                                                                                                 | 통영종합버스터미널,통영경찰서,북신시장,중앙시장,서호시장,윤이상기념관, 미수동주민센터                                         | 4회 ※ 휴일은 미운행                                                      |      |
| 381        | 부산교통 통영교통          | 미수종점 → 시외터미널 | 미수동주민센터,서호시장,중앙시장,북신시장,통영경찰서,통영종합버스터미널                                                       | 2회 ※ 휴일은 미운행                                                      |      |
| 400        | 부산교통 통영교통 신흥여객 | 시외버스터미널 → 해양대종점                                                                                               | 통영종합버스터미널,통영경찰서,북신시장,중앙시장,서호시장, 경상대학교 해양과학대학                                             | 평일 5회 휴일 8회                                                        |      |
| 400        | 부산교통 통영교통 신흥여객 | 해양대종점 → 시외터미널                                                                                                   | 도천동주민센터, 경상대학교 해양과학대학,해저터널,서호시장,중앙시장,북신시장,통영경찰서,통영종합버스터미널                     | 평일 5회 휴일 7회                                                        |      |
| 401        | 부산교통 통영교통          | 인평종점 → 시외터미널 | 도천동주민센터, 경상대학교 해양과학대학,해저터널,서호시장,중앙시장,북신시장,통영경찰서,통영종합버스터미널 평일 25회 휴일 21회 |                                                                          |      |
| 401        | 부산교통 통영교통          | 시외버스터미널 → 인평종점                                                                                                 | 통영종합버스터미널,통영경찰서,북신시장,중앙시장,서호시장,해저터널, 경상대학교 해양과학대학                                    | 19회                                                                     |      |
| 402        | 부산교통 통영교통          | 인평종점 → 무전종점 | 도천동주민센터, 경상대학교 해양과학대학,해저터널,서호시장,중앙시장,북신시장,통영경찰서,통영종합버스터미널                     | 6회                                                                      |      |
| 402        | 부산교통 통영교통          | 무전종점 → 인평종점 | 통영종합버스터미널,통영경찰서,북신시장,중앙시장,서호시장,해저터널, 경상대학교 해양과학대학                                    | 평일 11회 휴일 7회                                                       |      |
| 403        | 부산교통 통영교통          | 인평종점 → 거제대교 | 도천동주민센터, 경상대학교 해양과학대학,해저터널,서호시장,중앙시장,북신시장, 용남면사무소,거제대교                            | 평일 4회 휴일 3회 운행                                                   |      |
| 409        | 부산교통 통영교통          | 해양대종점 → 분지포 | 도천동주민센터, 경상대학교 해양과학대학,해저터널,서호시장,중앙시장,북신시장,통영경찰서,통영종합버스터미널                     | 평일 2회 휴일 1회                                                        |      |
| 409        | 부산교통 통영교통          | 분지포 → 해양대종점 | 북신시장,중앙시장,서호시장,해저터널, 경상대학교 해양과학대학                                                                  | 평일 2회 휴일 1회                                                        |      |
| 412        | 부산교통 통영교통          | 무전종점 → 해양대종점 | 무전동주민센터,북신시장,중앙시장,서호시장,해저터널, 경상대학교 해양과학대학                                                   | 평일 9회 휴일 7회                                                        |      |
| 412        | 부산교통 통영교통          | 해양대종점 → 무전종점 | 도천동주민센터, 경상대학교 해양과학대학,해저터널,서호시장,중앙시장,북신시장                                                   | 평일 9회 휴일 7회                                                        |      |
| 414        | 부산교통 통영교통          | 무전종점 → 해양대종점 | 무전동주민센터,북신시장,중앙시장,서호시장,해저터널, 경상대학교 해양과학대학                                                   | 평일 7회 휴일 5회                                                        |      |
| 414        | 부산교통 통영교통          | 해양대종점 → 무전종점 | 도천동주민센터, 경상대학교 해양과학대학,해저터널,서호시장,중앙시장,북신시장                                                   | 평일 6회 휴일 3회                                                        |      |
| 415        | 부산교통 통영교통          | 해양대종점 → 대방포 | 도천동주민센터, 경상대학교 해양과학대학,해저터널,서호시장,중앙시장,북신시장                                                   | 11회 ※ 시외버스터미널발 대방포행 차는 평일 미운행                        |      |
| 415        | 부산교통 통영교통          | 대방포 → 해양대종점 | 북신시장,중앙시장,서호시장,해저터널, 경상대학교 해양과학대학                                                                  | 8회 ※ 대방포발 시외버스터미널행 차는 평일 미운행                         |      |
| 416        | 부산교통 통영교통          | 오촌 → 인평종점 | 법원, 무전동주민센터,북신시장,중앙시장,서호시장,해저터널, 경상대학교 해양과학대학                                             | 7회                                                                      |      |
| 416        | 부산교통 통영교통          | 인평종점 → 오촌 | 도천동주민센터, 경상대학교 해양과학대학,해저터널,서호시장,중앙시장,북신시장                                                   | 7회                                                                      |      |
| 417        | 부산교통 통영교통          | 대방포 → 해양대종점 | 용남면사무소, 무전동주민센터,북신시장,중앙시장,서호시장,해저터널, 경상대학교 해양과학대학                                     | 3회                                                                      |      |
| 420        | 부산교통 통영교통 신흥여객 | 시외버스터미널 → 해양대종점                                                                                               | 통영종합버스터미널,통영경찰서,북신시장,중앙시장,서호시장, 경상대학교 해양과학대학                                             | 평일 15회 휴일 16회                                                      |      |
| 420        | 부산교통 통영교통 신흥여객 | 해양대종점 → 시외터미널                                                                                                   | 도천동주민센터, 경상대학교 해양과학대학,해저터널,서호시장,중앙시장,북신시장,통영경찰서,통영종합버스터미널                     | 평일 25회 휴일 22회                                                      |      |
| 422        | 부산교통 통영교통          | 해양대종점 → 무전종점 | 도천동주민센터, 경상대학교 해양과학대학,해저터널,서호시장,중앙시장,북신시장                                                   | 4회 ※ 이 노선은 좌석형 노선이지만 일반 버스 요금을 받음                  |      |
| 422        | 부산교통 통영교통          | 무전종점 → 해양대종점 | 무전동주민센터,북신시장,중앙시장,서호시장,해저터널, 경상대학교 해양과학대학                                                   | 평일 4회 휴일 2회 ※ 이 노선은 좌석형 노선이지만 일반 버스 요금을 받음    |      |
| 428        | 부산교통 통영교통          | 시외버스터미널 → 해양대종점                                                                                               | 통영종합버스터미널,통영경찰서,북신시장,중앙시장,서호시장,해저터널, 경상대학교 해양과학대학                                    | 1회 ※ 이 노선은 휴일 미운행                                              |      |
| 428        | 부산교통 통영교통          | 해양대종점 → 시외터미널                                                                                                   | 도천동주민센터, 경상대학교 해양과학대학,해저터널,서호시장,중앙시장,북신시장,통영경찰서,통영종합버스터미널                     | 1회 ※ 이 노선은 휴일 미운행                                              |      |
| 435        | 부산교통 통영교통          | 구집마을 → 해양대종점 | 통영종합버스터미널,통영경찰서,북신시장,중앙시장,서호시장,해저터널, 경상대학교 해양과학대학                                    | 1회                                                                      |      |
| 436        | 부산교통 통영교통          | 해양대종점 → 황리임중 | 도천동주민센터, 경상대학교 해양과학대학,해저터널,서호시장,중앙시장,북신시장,통영경찰서,통영종합버스터미널                     | 2회 ※ 이 노선은 휴일 미운행                                              |      |
| 436        | 부산교통 통영교통          | 황리임중 → 해양대종점 | 통영종합버스터미널,통영경찰서,북신시장,중앙시장,서호시장,해저터널, 경상대학교 해양과학대학                                    | 2회 ※ 이 노선은 휴일 미운행                                              |      |
| 437        | 부산교통 통영교통          | 해양대종점 → 무량촌 | 도천동주민센터, 경상대학교 해양과학대학,해저터널,서호시장,중앙시장,북신시장                                                   | 1회 ※ 해양대종점발 무량촌행은 휴일 미운행                                |      |
| 437        | 부산교통 통영교통          | 무량촌 → 해양대종점 | 무전동주민센터,북신시장,중앙시장,서호시장,해저터널, 경상대학교 해양과학대학                                                   | 평일 3회 휴일 2회                                                        |      |
| 438        | 부산교통 통영교통          | 고성당동 → 해양대종점 | 통영종합버스터미널,통영경찰서,북신시장,중앙시장,서호시장,해저터널, 경상대학교 해양과학대학,도천동주민센터                     | 1회 ※ 이 노선은 휴일 미운행                                              |      |
| 438        | 부산교통 통영교통          | 해양대종점 → 고성당동 | 도천동주민센터, 경상대학교 해양과학대학,해저터널,서호시장,중앙시장,북신시장,통영경찰서,통영종합버스터미널                     | 1회 ※ 이 노선은 휴일 미운행                                              |      |
| 442        | 부산교통 통영교통          | 시외버스터미널 → 인평종점                                                                                                 | 통영종합버스터미널,통영경찰서,북신시장,중앙시장,서호시장,해저터널, 경상대학교 해양과학대학                                    | 4회                                                                      |      |
| 443 (평일) | 부산교통 통영교통          | 거제대교종점 → 해양대종점                                                                                                 | 거제대교, 용남면사무소,북신시장,중앙시장,서호시장,해저터널, 경상대학교 해양과학대학                                           | 평일 6회 휴일 4회                                                        |      |
| 480        | 부산교통 통영교통          | 시외버스터미널 → 해양대종점                                                                                               | 통영종합버스터미널,통영경찰서,북신시장,중앙시장,서호시장,해저터널, 경상대학교 해양과학대학                                    | 1회 ※ 이 노선은 휴일 미운행                                              |      |
| 481        | 부산교통 통영교통          | 인평종점 → 시외터미널 | 도천동주민센터, 경상대학교 해양과학대학,해저터널,서호시장,중앙시장,북신시장,통영경찰서,통영종합버스터미널                     | 1회 ※ 이 노선은 휴일 미운행                                              |      |
| 481        | 부산교통 통영교통          | 시외버스터미널 → 인평종점                                                                                                 | 통영종합버스터미널,통영경찰서,북신시장,중앙시장,서호시장,해저터널, 경상대학교 해양과학대학                                    | 1회 ※ 이 노선은 휴일 미운행                                              |      |
| 500        | 부산교통 통영교통          | 삼덕항 → 시외터미널 | 미수동주민센터,서호시장,중앙시장,북신시장,통영경찰서,통영종합버스터미널                                                       | 평일 9회 휴일 8회                                                        |      |
| 501        | 부산교통 통영교통          | 삼덕항 → 시외터미널 | 미수동주민센터,서호시장,중앙시장,북신시장,통영경찰서,통영종합버스터미널                                                       | 32회                                                                     |      |
| 501        | 부산교통 통영교통          | 시외버스터미널 → 삼덕항                                                                                                   | 통영종합버스터미널,통영경찰서,북신시장,통영공설운동장,중앙시장,서호시장,윤이상기념관, 미수동주민센터                          | 평일 8회 휴일 9회                                                        |      |
| 502        | 부산교통 통영교통          | 무전종점 → 삼덕항 | 무전동주민센터,북신시장,중앙시장,서호시장,윤이상기념관, 미수동주민센터                                                        | 6회                                                                      |      |
| 502        | 부산교통 통영교통          | 삼덕항 → 무전종점 | 미수동주민센터,서호시장,중앙시장,북신시장                                                                                     | 평일 2회 휴일 3회                                                        |      |
| 503        | 부산교통 통영교통          | 거제대교종점 → 삼덕항 | 거제대교, 용남면사무소, 무전동주민센터,북신시장,중앙시장,서호시장,윤이상기념관, 미수동주민센터                                | 2회                                                                      |      |
| 503        | 부산교통 통영교통          | 삼덕항 → 거제대교 | 미수동주민센터,서호시장,중앙시장,북신시장, 용남면사무소,거제대교                                                              | 평일 2회 휴일 1회                                                        |      |
| 504        | 부산교통 통영교통          | 구집마을 → 삼덕항 | 통영종합버스터미널,통영경찰서,북신시장,중앙시장,서호시장, 미수동주민센터                                                      | 11회                                                                     |      |
| 505        | 부산교통 통영교통          | 노산 → 삼덕항 | 통영종합버스터미널,통영경찰서,북신시장,중앙시장,서호시장,윤이상기념관, 미수동주민센터                                         | 평일 20회 휴일 15회                                                      |      |
| 512        | 부산교통 통영교통          | 풍화리해란 → 무전종점 | 미수동주민센터,서호시장,중앙시장,북신시장                                                                                     | 3회                                                                      |      |
| 512        | 부산교통 통영교통          | 무전종점 → 풍화리해란 | 무전동주민센터,북신시장,중앙시장,서호시장,윤이상기념관, 미수동주민센터                                                        | 1회                                                                      |      |
| 513        | 부산교통 통영교통          | 거제대교종점 → 척포 | 거제대교, 용남면사무소, 무전동주민센터,북신시장,중앙시장,서호시장,윤이상기념관,미수동주민센터                                 | 2회 ※ 이 노선은 휴일 미운행                                              |      |
| 513        | 부산교통 통영교통          | 척포 → 거제대교 | 미수동주민센터,서호시장,중앙시장,북신시장, 용남면사무소,거제대교                                                              | 1회 ※ 이 노선은 휴일 미운행                                              |      |
| 516        | 부산교통 통영교통          | 무전종점 → 풍화리해란 | 무전동주민센터,북신시장,중앙시장,서호시장,윤이상기념관, 미수동주민센터                                                        | 3회                                                                      |      |
| 516        | 부산교통 통영교통          | 풍화리해란 → 무전종점 | 미수동주민센터,서호시장,중앙시장,북신시장                                                                                     | 평일 4회 휴일 3회 운행                                                   |      |
| 521        | 부산교통 통영교통          | 시외버스터미널 → 풍화리해란                                                                                               | 통영종합버스터미널,통영경찰서,북신시장,중앙시장,서호시장, 미수동주민센터                                                      | 6회                                                                      |      |
| 521        | 부산교통 통영교통          | 풍화리해란 → 시외터미널                                                                                                   | 미수동주민센터,서호시장,중앙시장,북신시장,통영경찰서,통영종합버스터미널                                                       | 4회                                                                      |      |
| 522        | 부산교통 통영교통          | 시외버스터미널 → 풍화리해란                                                                                               | 통영종합버스터미널,통영경찰서,북신시장,중앙시장,서호시장, 미수동주민센터                                                      | 4회                                                                      |      |
| 522        | 부산교통 통영교통          | 풍화리해란 → 시외터미널                                                                                                   | 미수동주민센터,서호시장,중앙시장,북신시장,통영경찰서,통영종합버스터미널                                                       | 평일 3회 휴일 4회                                                        |      |
| 530        | 부산교통 통영교통 신흥여객 | 척포 → 시외터미널 | 미수동주민센터,서호시장,중앙시장,북신시장,통영경찰서,통영종합버스터미널                                                       | 평일 13회 휴일 11회 ※ 이 방향은 신흥여객이 단독 운행합니다.              |      |
| 530        | 부산교통 통영교통 신흥여객 | 시외버스터미널 → 척포 | 통영종합버스터미널,통영경찰서,북신시장,중앙시장,서호시장, 미수동주민센터                                                      | 평일 26회 휴일 21회                                                      |      |
| 531        | 신흥여객                   | 금평 → 시외터미널 | 산양읍사무소, 미수동주민센터,서호시장,중앙시장,북신시장,통영경찰서,통영종합버스터미널                                         | 13회                                                                     |      |
| 531        | 신흥여객                   | 시외버스터미널 → 금평 | 통영종합버스터미널,통영경찰서,북신시장,중앙시장,서호시장, 미수동주민센터, 산양읍사무소                                        | 평일 12회 휴일 13회                                                      |      |
| 532        | 부산교통 통영교통          | 무전종점 → 척포 | 통영종합버스터미널,통영경찰서,북신시장,중앙시장,서호시장, 미수동주민센터                                                      | 12회 ※ 척포발 무전종점행은 평일 미운행                                   |      |
| 532        | 부산교통 통영교통          | 척포 → 무전종점 | 산양읍사무소, 미수동주민센터,서호시장,중앙시장,북신시장,통영경찰서,통영종합버스터미널                                         | 평일 2회 휴일 3회                                                        |      |
| 534        | 부산교통 통영교통 신흥여객 | 척포 → 시외터미널 | 산양읍사무소, 미수동주민센터,서호시장,중앙시장,북신시장,통영경찰서,통영종합버스터미널                                         | 평일 19회 휴일 11회                                                      |      |
| 534        | 부산교통 통영교통 신흥여객 | 시외버스터미널 → 척포 | 통영종합버스터미널,통영경찰서,북신시장,중앙시장,서호시장, 미수동주민센터, 산양읍사무소                                        | 평일 12회 휴일 15회 ※ 이 방향은 신흥여객이 단독 운행합니다.              |      |
| 535        | 신흥여객                   | 시외버스터미널 → 척포 | 통영종합버스터미널,통영경찰서,북신시장,중앙시장,서호시장, 미수동주민센터, 산양읍사무소                                        | 3회                                                                      |      |
| 535        | 신흥여객                   | 척포 → 시외터미널 | 산양읍사무소, 미수동주민센터,서호시장,중앙시장,북신시장,통영경찰서,통영종합버스터미널                                         | 3회                                                                      |      |
| 536        | 신흥여객                   | 황리임중 → 척포 | 통영종합버스터미널,통영경찰서,북신시장,중앙시장,서호시장, 미수동주민센터, 산양읍사무소                                        | 평일 3회 휴일 4회                                                        |      |
| 536        | 신흥여객                   | 척포 → 황리임중 | 산양읍사무소, 미수동주민센터,서호시장,중앙시장,북신시장,통영경찰서,통영종합버스터미널                                         | 평일 10회 휴일 8회                                                       |      |
| 537        | 신흥여객                   | 황리임중 → 척포 | 통영종합버스터미널,통영경찰서,북신시장,중앙시장,서호시장, 미수동주민센터, 산양읍사무소                                        | 평일 7회 휴일 1회                                                        |      |
| 537        | 신흥여객                   | 척포 → 황리임중 | 산양읍사무소, 미수동주민센터,서호시장,중앙시장,북신시장,통영경찰서,통영종합버스터미널,광도면사무소                            | 평일 6회 휴일 7회                                                        |      |
| 543        | 신흥여객                   | 금평 → 시외터미널 | 산양읍사무소, 미수동주민센터,서호시장,중앙시장,북신시장, 용남면사무소,거제대교                                                | 1회                                                                      |      |
| 543        | 신흥여객                   | 시외버스터미널 → 금평 | 통영종합버스터미널,통영경찰서,북신시장,중앙시장,서호시장, 미수동주민센터, 산양읍사무소                                        | 1회                                                                      |      |
| 580        | 신흥여객                   | 척포 → 시외터미널 | 미수동주민센터,서호시장,중앙시장,북신시장,통영경찰서,통영종합버스터미널                                                       | 1회 ※ 이 노선은 휴일 미운행                                              |      |
| 581        | 신흥여객                   | 금평 → 시외터미널 | 산양읍사무소, 미수동주민센터,서호시장,중앙시장,북신시장, 용남면사무소,거제대교                                                | 1회 ※ 이 노선은 휴일 미운행                                              |      |
| 581        | 신흥여객                   | 시외버스터미널 → 금평 | 통영종합버스터미널,통영경찰서,북신시장,중앙시장,서호시장, 미수동주민센터, 산양읍사무소                                        | 2회 ※ 이 노선은 휴일 미운행                                              |      |
| 584        | 신흥여객                   | 척포 → 시외터미널 | 산양읍사무소, 미수동주민센터,서호시장,중앙시장,북신시장,통영경찰서,통영종합버스터미널                                         | 1회 ※ 이 노선은 휴일 미운행                                              |      |
| 584        | 신흥여객                   | 시외버스터미널 → 척포 | 통영종합버스터미널,통영경찰서,북신시장,중앙시장,서호시장, 미수동주민센터, 산양읍사무소                                        | 2회 ※ 이 노선은 휴일 미운행                                              |      |
| 586        | 부산교통 통영교통          | 삼덕항 → 시외터미널 | 미수동주민센터,서호시장,중앙시장,북신시장,통영경찰서,통영종합버스터미널                                                       | 2회 ※ 이 노선은 휴일 미운행                                              |      |
| 587        | 신흥여객                   | 황리임중 → 척포 | 광도면사무소,통영종합버스터미널,통영경찰서,북신시장,중앙시장,서호시장, 미수동주민센터, 산양읍사무소                           | 1회 ※ 이 노선은 휴일 미운행                                              |      |
| 600        | 부산교통 통영교통 신흥여객 | 서호시장 → 시외터미널 | 서호시장,중앙시장,북신시장,통영경찰서,통영종합버스터미널                                                                      | 평일 33회 휴일 31회                                                      |      |
| 600        | 부산교통 통영교통 신흥여객 | 시외버스터미널 → 서호시장                                                                                                 | 통영종합버스터미널,통영경찰서,북신시장,중앙시장,서호시장                                                                      | 평일 29회 휴일 28회                                                      |      |
| 601 (평일) | 부산교통 통영교통 신흥여객 | 서호시장 → 시외터미널 | 서호시장, 충렬사, 세병관,북신시장,통영경찰서,통영종합버스터미널                                                               | 4회                                                                      |      |
| 601 (휴일) | 부산교통 통영교통 신흥여객 | 서호시장 → 시외터미널 | 서호시장, 충렬사, 세병관,북신시장,통영경찰서,통영종합버스터미널                                                               | 3회 ※ 휴일은 부산교통,통영교통 단독 운행                                 |      |
| 602        | 부산교통 통영교통          | 우포마을 → 무전종점 | 평림축구장 | 4회 ※ 이 노선은 휴일 미운행                                              |      |
| 602        | 부산교통 통영교통          | 무전종점 → 우포마을 | 평림축구장 | 3회 ※ 이 노선은 평일 미운행 ※ 시외버스터미널발 우포마을 차는 평일 미운행 |      |
| 610        | 부산교통 통영교통          | 우포마을 → 시외터미널 | 도천동주민센터, 경상대학교 해양과학대학,서호시장,중앙시장,북신시장,통영경찰서,통영종합버스터미널                              | 5회                                                                      |      |
| 610        | 부산교통 통영교통          | 시외버스터미널 → 우포마을                                                                                                 | 통영종합버스터미널,통영경찰서,북신시장,중앙시장,서호시장, 경상대학교 해양과학대학                                             | 6회                                                                      |      |
| 611        | 부산교통 통영교통          | 아울렛줌 → 우포마을 | 통영종합버스터미널,통영경찰서,북신시장,통영공설운동장,북신시장,중앙시장,서호시장, 경상대학교 해양과학대학                     | 5회                                                                      |      |
| 611        | 부산교통 통영교통          | 우포마을 → 무전종점 | 도천동주민센터, 경상대학교 해양과학대학,서호시장,중앙시장,북신시장,통영경찰서,통영종합버스터미널                              | 2회                                                                      |      |
| 612        | 부산교통 통영교통          | 서호시장 → 우포마을 | 통영종합버스터미널,통영경찰서,북신시장,중앙시장,서호시장, 경상대학교 해양과학대학                                             | 평일 6회 휴일 4회                                                        |      |
| 612        | 부산교통 통영교통          | 우포마을 → 서호시장 | 도천동주민센터, 경상대학교 해양과학대학,서호시장,중앙시장,북신시장,통영경찰서,통영종합버스터미널                              | 평일 5회 휴일 6회 ※ 해양대종점발 우포마을행 노선은 평일 미운행           |      |
| 613        | 신흥여객                   | 시외버스터미널 → 도리골                                                                                                   | 통영종합버스터미널,통영경찰서,북신시장,통영공설운동장,중앙시장,서호시장                                                       | 평일 8회 휴일 3회                                                        |      |
| 613        | 신흥여객                   | 도리골 → 시외터미널 | 서호시장,중앙시장,북신시장,통영경찰서,통영종합버스터미널                                                                      | 평일 6회 휴일 2회                                                        |      |
| 615        | 신흥여객                   | 도리골 → 거제대교 | 서호시장,중앙시장,북신시장,통영경찰서,통영종합버스터미널                                                                      | 평일 4회 휴일 2회                                                        |      |
| 615        | 신흥여객                   | 거제대교종점 → 도리골 | 통영종합버스터미널,통영경찰서,북신시장,중앙시장,서호시장                                                                      | 평일 3회 휴일 2회                                                        |      |
| 640        | 부산교통 통영교통 신흥여객 | 서호시장 → 시외터미널 | 서호시장,중앙시장,북신시장,충무도서관,통영경찰서,통영종합버스터미널                                                           | 10회                                                                     |      |
| 640        | 부산교통 통영교통 신흥여객 | 시외버스터미널 → 서호시장                                                                                                 | 통영종합버스터미널,통영경찰서,충무도서관,북신시장,중앙시장,서호시장                                                           | 10회                                                                     |      |
| 650        | 부산교통 통영교통          | 거제대교종점 → 도리골 | 거제대교, 용남면사무소, 무전동주민센터,북신시장,중앙시장,서호시장                                                             | 평일 7회 휴일 6회                                                        |      |
| 650        | 부산교통 통영교통          | 도리골 → 거제대교 | 서호시장,중앙시장,북신시장, 용남면사무소,거제대교                                                                             | 평일 8회 휴일 6회                                                        |      |
| 652        | 부산교통 통영교통          | 무량촌 → 거제대교 | 통영종합버스터미널,통영경찰서, 용남면사무소,거제대교                                                                          | 1회 ※ 이 노선은 평일 미운행                                              |      |
| 653        | 신흥여객                   | 성포 → 서호시장 | 사등면사무소, 용남면사무소, 무전동주민센터,북신시장,중앙시장,서호시장                                                         | 평일 7회 휴일 5회                                                        |      |
| 653        | 신흥여객                   | 서호시장 → 성포 | 서호시장,중앙시장,북신시장, 용남면사무소, 사등면사무소                                                                        | 평일 7회 휴일 5회                                                        |      |
| 660        | 신흥여객                   | 황리임중 → 서호시장 | 통영종합버스터미널,통영경찰서,북신시장,중앙시장,서호시장                                                                      | 평일 4회 휴일 3회                                                        |      |
| 660        | 신흥여객                   | 서호시장 → 황리임중 | 서호시장,중앙시장,북신시장,통영경찰서,통영종합버스터미널                                                                      | 평일 4회 휴일 3회                                                        |      |
| 661        | 부산교통 통영교통          | 서호시장 → 안정사 | 서호시장,중앙시장,북신시장,통영경찰서,통영종합버스터미널                                                                      | 4회                                                                      |      |
| 661        | 부산교통 통영교통          | 안정사 → 서호시장 | 통영종합버스터미널,통영경찰서,북신시장,중앙시장,서호시장                                                                      | 4회                                                                      |      |
| 663        | 신흥여객                   | 서호시장 → 황리임중 | 서호시장,중앙시장,북신시장,통영경찰서,통영종합버스터미널                                                                      | 평일 4회 휴일 3회                                                        |      |
| 663        | 신흥여객                   | 황리임중 → 서호시장 | 통영종합버스터미널,통영경찰서,북신시장,중앙시장,서호시장                                                                      | 평일 7회 휴일 11회                                                       |      |
| 664        | 부산교통 통영교통          | 무량촌 → 서호시장 | 통영종합버스터미널,통영경찰서,북신시장,중앙시장,서호시장                                                                      | 평일 14회 휴일 13회                                                      |      |
| 664        | 부산교통 통영교통          | 서호시장 → 무량촌 | 서호시장,중앙시장,북신시장,통영경찰서,통영종합버스터미널                                                                      | 14회 ※ 시외버스터미널발 무량촌행 차 (1일 2회)는 평일 미운행              |      |
| 665        | 신흥여객                   | 서호시장 → 고성당동 | 서호시장,중앙시장,북신시장,통영경찰서,통영종합버스터미널                                                                      | 평일 5회 휴일 3회                                                        |      |
| 665        | 신흥여객                   | 고성당동 → 서호시장 | 통영종합버스터미널,통영경찰서,북신시장,중앙시장,서호시장                                                                      | 평일 6회 휴일 5회                                                        |      |
| 667        | 신흥여객                   | 고성당동 → 도리골 | 통영종합버스터미널,통영경찰서,북신시장,중앙시장,서호시장                                                                      | 1회                                                                      |      |
| 667        | 신흥여객                   | 도리골 → 고성당동 | 서호시장,중앙시장,북신시장,통영경찰서,통영종합버스터미널                                                                      | 평일 1회 휴일 2회                                                        |      |
| 670        | 부산교통 통영교통          | 가오치터미널 → 서호시장                                                                                                   | 가오치터미널,통영종합버스터미널,통영경찰서,북신시장,중앙시장,서호시장                                                         | 6회                                                                      |      |
| 670        | 부산교통 통영교통          | 서호시장 → 가오치터미널                                                                                                   | 서호시장,중앙시장,북신시장,통영경찰서,통영종합버스터미널,가오치터미널                                                         | 6회                                                                      |      |
| 671        | 신흥여객                   | 서호시장 → 분지포 | 서호시장,중앙시장,북신시장,통영경찰서,통영종합버스터미널                                                                      | 11회                                                                     |      |
| 671        | 신흥여객                   | 분지포 → 서호시장 | 북신시장,중앙시장,서호시장 | 9회                                                                      |      |
| 672        | 신흥여객                   | 저산 → 서호시장 | 도산면사무소,통영종합버스터미널,통영경찰서,북신시장,중앙시장,서호시장                                                         | 3회                                                                      |      |
| 672        | 신흥여객                   | 서호시장 → 저산 | 서호시장,중앙시장,북신시장,통영경찰서,통영종합버스터미널, 도산면사무소                                                        | 3회                                                                      |      |
| 674        | 부산교통 통영교통          | 수월리 → 서호시장 | 도산면사무소,통영종합버스터미널,통영경찰서,북신시장,중앙시장,서호시장                                                         | 3회                                                                      |      |
| 674        | 부산교통 통영교통          | 서호시장 → 수월리 | 서호시장,중앙시장,북신시장,통영경찰서,통영종합버스터미널, 도산면사무소                                                        | 4회                                                                      |      |
| 675        | 부산교통 통영교통          | 저산 → 서호시장 | 도산면사무소,통영종합버스터미널,통영경찰서,북신시장,중앙시장,서호시장                                                         | 평일 1회 휴일 2회                                                        |      |
| 675        | 부산교통 통영교통          | 서호시장 → 저산 | 서호시장,중앙시장,북신시장,통영경찰서,통영종합버스터미널, 도산면사무소                                                        | 3회                                                                      |      |
| 676        | 부산교통 통영교통          | 서호시장 → 원산종점 | 서호시장,중앙시장,북신시장,통영경찰서,통영종합버스터미널, 도산면사무소                                                        | 평일 3회 휴일 4회 ※첫차 오전 5시 45분 시외버스터미널발                   |      |
| 676        | 부산교통 통영교통          | 원산종점 → 서호시장 | 도산면사무소,통영종합버스터미널,통영경찰서,북신시장,중앙시장,서호시장                                                         | 평일 7회 휴일 5회                                                        |      |
| 677        | 부산교통 통영교통          | 서호시장 → 평촌마을 | 서호시장,중앙시장,북신시장,통영경찰서,통영종합버스터미널, 도산면사무소                                                        | 일 5회                                                                   |      |
| 678        | 부산교통 통영교통          | 월평 → 서호시장 | 도산면사무소,통영종합버스터미널,통영경찰서,북신시장,중앙시장,서호시장                                                         | 평일 4회 휴일 5회                                                        |      |
| 678        | 부산교통 통영교통          | 서호시장 → 월평 | 서호시장,중앙시장,북신시장,통영경찰서,통영종합버스터미널, 도산면사무소                                                        | 평일5회 휴일6회                                                          |      |
| 680        | 부산교통 통영교통 신흥여객 | 시외버스터미널 → 서호시장                                                                                                 | 통영종합버스터미널,통영경찰서,북신시장,중앙시장,서호시장                                                                      | 3회 ※ 이 노선은 휴일 미운행                                              |      |
| 681        | 부산교통 통영교통          | 거제대교종점 → 시외터미널                                                                                                 | 거제대교, 용남면사무소, 무전동주민센터,통영경찰서,통영종합버스터미널                                                          | 1회 ※ 이 노선은 휴일 미운행                                              |      |
| 685        | 부산교통 통영교통          | 저산 → 서호시장 | 도산면사무소,통영종합버스터미널,통영경찰서,북신시장,중앙시장,서호시장                                                         | 1회 ※ 이 노선은 휴일 미운행                                              |      |

### 공영버스
통영시 공영버스는 한산면과 욕지면, 사량면에서 운행하고 있다.
| 운행 지역     | 회차 | 운행구간 | 운행구간 | 운행구간 | 경유지 | 비고                  |
| ------------- | ---- | -------- | -------- | -------- | --- | --------------------- |
| 한산면        | 1    | 곡용포   | ↔        | 의항     | 차고지 - 봉암 - 곡용포 - 예곡 - 추원 - 봉암 - 진두 - 입장포 - 창동 - 망곡 - 신거 - 대촌 - 문어포 - 의항                       |                       |
| 한산면        | 2    | 곡용포   | ↔        | 진두     | 차고지 - 봉암 - 곡용포 - 예곡 - 추원 - 봉암 - 진두                                                                            | 제승당 차량 승객 연결 |
| 한산면        | 3    | 곡용포   | ↔        | 의항     | 차고지 - 봉암 - 곡용포 - 예곡 - 추원 - 봉암 - 진두 - 입장포 - 창동 - 망곡 - 신거 - 대촌 - 문어포 - 의항                       |                       |
| 한산면        | 4    | 곡용포   | ↔        | 진두     | 차고지 - 봉암 - 곡용포 - 예곡 - 추원 - 봉암 - 진두                                                                            |                       |
| 한산면        | 5    | 곡용포   | ↔        | 진두     | 차고지 - 봉암 - 곡용포 - 예곡 - 추원 - 봉암 - 진두                                                                            | 제승당 차량 승객 연결 |
| 한산면        | 6    | 곡용포   | ↔        | 진두     | 차고지 - 봉암 - 곡용포 - 예곡 - 추원 - 봉암 - 진두                                                                            | 제승당 차량 승객 연결 |
| 한산면        | 7    | 곡용포   | ↔        | 문어포   | 차고지 - 봉암 - 곡용포 - 예곡 - 추원 - 봉암 - 진두 - 입장포 - 창동 - 망곡 - 신거 - 대촌 - 문어포                              |                       |
| 욕지면        | 1    | 동촌     | ↔        | 동촌     | 동촌 - 자부 - 목과 - 대송 - 도동 - 덕동 - 유동 - 입석관청 - 조선야포 - 입석관청 - 동촌                                        |                       |
| 욕지면        | 2    | 동촌     | ↔        | 동촌     | 동촌 - 입석관청 - 조선야포 - 관청 - 동촌 - 자부 - 목과 - 대송 - 도동 - 덕동 - 유동 - 입석관청 - 조선야포 - 관청 - 동촌        |                       |
| 욕지면        | 3    | 동촌     | ↔        | 동촌     | 동촌 - 입석관청 - 조선야포 - 관청 - 유동 - 덕동 - 도동 - 대송 - 청사 - 목과 - 자부 - 동촌 - 입석관청 - 조선야포 - 관청 - 동촌 |                       |
| 욕지면        | 4    | 동촌     | ↔        | 동촌     | 동촌 - 입석관청 - 조선야포 - 관청 - 유동 - 덕동 - 도동 - 대송 - 청사 - 목과 - 자부 - 동촌 - 입석관청 - 조선야포 - 관청 - 동촌 |                       |
| 욕지면        | 5    | 동촌     | ↔        | 동촌     | 동촌 - 입석관청 - 조선야포 - 관청 - 유동 - 덕동 - 도동 - 대송 - 청사 - 목과 - 자부 - 동촌 - 입석관청 - 조선야포 - 관청 - 동촌 |                       |
| 욕지면        | 6    | 동촌     | ↔        | 동촌     | 동촌 - 입석관청 - 조선야포 - 관청 - 유동 - 덕동 - 도동 - 대송 - 청사 - 목과 - 자부 - 동촌 - 입석관청 - 조선야포 - 관청 - 동촌 |                       |
| 사량면 (상도) | 1    | 진촌     | ↔        | 진촌     | 진촌 - 옥동 - 사금 - 돈지 - 내지 - 답포 - 대항 - 진촌                                                                         |                       |
| 사량면 (상도) | 2    | 진촌     | ↔        | 진촌     | 진촌 - 옥동 - 사금 - 돈지 - 내지 - 답포 - 대항 - 진촌                                                                         |                       |
| 사량면 (상도) | 3    | 진촌     | ↔        | 진촌     | 진촌 - 옥동 - 사금 - 돈지 - 내지 - 답포 - 대항 - 진촌                                                                         |                       |
| 사량면 (상도) | 4    | 진촌     | ↔        | 진촌     | 진촌 - 옥동 - 사금 - 돈지 - 내지 - 답포 - 대항 - 진촌                                                                         |                       |
| 사량면 (상도) | 5    | 진촌     | ↔        | 진촌     | 진촌 - 대항 - 답포 - 내지 - 돈지 - 사금 - 옥동 - 진촌                                                                         |                       |
| 사량면 (상도) | 6    | 진촌     | ↔        | 진촌     | 진촌 - 대항 - 답포 - 내지 - 돈지 - 사금 - 옥동 - 진촌                                                                         |                       |
| 사량면 (상도) | 7    | 진촌     | ↔        | 진촌     | 진촌 - 대항 - 답포 - 내지 - 돈지 - 사금 - 옥동 - 진촌                                                                         |                       |
| 사량면 (하도) | 1    | 통포     | ↔        | 덕동     | 통포 - 백학 - 능양 - 외지 - 읍포 - 덕동                                                                                       |                       |
| 사량면 (하도) | 2    | 통포     | ↔        | 덕동     | 통포 - 백학 - 능양 - 외지 - 읍포 - 덕동                                                                                       |                       |
| 사량면 (하도) | 3    | 통포     | ↔        | 덕동     | 통포 - 백학 - 능양 - 외지 - 읍포 - 덕동                                                                                       |                       |
| 사량면 (하도) | 4    | 통포     | ↔        | 덕동     | 통포 - 백학 - 능양 - 외지 - 읍포 - 덕동                                                                                       |                       |
| 사량면 (하도) | 5    | 통포     | ↔        | 덕동     | 통포 - 백학 - 능양 - 외지 - 읍포 - 덕동                                                                                       |                       |
| 사량면 (하도) | 6    | 통포     | ↔        | 덕동     | 통포 - 백학 - 능양 - 외지 - 읍포 - 덕동                                                                                       |                       |